# Андорра на Європейських іграх 2019
На Європейських іграх 2019 року в Мінську Андорру представляли 12 спортсменів у 5 видах спорту. 

## Види спорту
| Спорт         | Чоловіки | Жінки | Усього |
| ------------- | -------- | ----- | ------ |
| 3x3 Баскетбол | 4        | 4     | 8      |
| Велоспорт     | 1        | 0     | 1      |
| Дзюдо         | 1        | 0     | 1      |
| Карате        | 1        | 0     | 1      |
| Стрільба      | 0        | 1     | 1      |
| Усього        | 7        | 5     | 12     |

## Баскетбол 3х3
Командний список
| Чоловіки - Alexis Bartolome - Oriol Fernandez - Cinto Gabriel - Hugo Schneider |

Резюме
| Команда          | Подія            | Груповий етап     | Груповий етап     | Груповий етап     | Груповий етап | Чвертьфінали      | Півфінали         | Фінал / БМ        | Фінал / БМ    |
| Команда          | Подія            | Опозиційна оцінка | Опозиціїна оцінка | Опозиціїна оцінка | Ранг          | Опозиціїна оцінка | Опозиціїна оцінка | Опозиціїна оцінка | Ранг          |
| ---------------- | ---------------- | ----------------- | ----------------- | ----------------- | ------------- | ----------------- | ----------------- | ----------------- | ------------- |
| Чоловіча Андорри | Чоловічий турнір | Сербія L 8–22     | Румунія · L 19–21 | Польща · L 12–21  | 4             | Не просувався     | Не просувався     | Не просувався     | Не просувався |

Командний список
| Жінки - Cristina Andres - Claudia Brunet - Anna Mana - Alba Pla |

Резюме
| Команда          | Подія          | Груповий етап     | Груповий етап       | Груповий етап      | Груповий етап | Чвертьфінали      | Півфінали         | Фінал / БМ        | Фінал / БМ    |
| Команда          | Подія          | Опозиційна оцінка | Опозиційна оцінка   | Опозиційна оцінка  | Ранг          | Опозиційна оцінка | Опозиційна оцінка | Опозиційна оцінка | Ранг          |
| ---------------- | -------------- | ----------------- | ------------------- | ------------------ | ------------- | ----------------- | ----------------- | ----------------- | ------------- |
| Чоловіча Андорри | Жіночий турнір | Франція · L 9–20  | Нідерланди · L 7–16 | Швейцарія · L 5–18 | 4             | Не просувався     | Не просувався     | Не просувався     | Не просувався |

## Велоспорт

### Дорога
| Спортсмен     | Подія         | Час         | Ранг        |
| ------------- | ------------- | ----------- | ----------- |
| Самуель Понсе | Дорожні гонки | Не закінчив | Не закінчив |

## Дзюдо
Чоловіки
| Спортсмен    | Подія  | 64 раунду          | 32 раунду         | 16 тур            | Чвертьфінали      | Півфінали         | Repechage         | Фінал / BM        | Фінал / BM    |
| Спортсмен    | Подія  | Опозиційна оцінка  | Опозиційна оцінка | Опозиційна оцінка | Опозиційна оцінка | Опозиційна оцінка | Опозиційна оцінка | Опозиційна оцінка | Ранг          |
| ------------ | ------ | ------------------ | ----------------- | ----------------- | ----------------- | ----------------- | ----------------- | ----------------- | ------------- |
| Фабіан Рамос | –73 кг | Раїку (ROU) L 0–10 | Не просувався     | Не просувався     | Не просувався     | Не просувався     | Не просувався     | Не просувався     | Не просувався |

## Карате
Ката
| Спортсмени      | Подія    | Раунд ліквідації | Раунд ліквідації | Раунд рейтингу | Раунд рейтингу | Фінал / БМ        | Фінал / БМ    |
| Спортсмени      | Подія    | Оцінка           | Ранг             | Оцінка         | Ранг           | Опозиційна оцінка | Ранг          |
| --------------- | -------- | ---------------- | ---------------- | -------------- | -------------- | ----------------- | ------------- |
| Сільвіо Морейра | Чоловічі | 19.92            | 4                | Не просувався  | Не просувався  | Не просувався     | Не просувався |

## Стрільба
| Спортсмен      | Подія                      | Кваліфікація | Кваліфікація | Фінал         | Фінал         |
| Спортсмен      | Подія                      | Очки         | Ранг         | Очки          | Ранг          |
| -------------- | -------------------------- | ------------ | ------------ | ------------- | ------------- |
| Естер Барругес | 10 м пневматична гвинтівка | Не стартував | Не стартував | Не просувався | Не просувався |